# Cajolá
Cajolá est une ville du Guatemala dans le département de Quetzaltenango.